# LUC7L2
LUC7L2‏ (LUC7 like 2, pre-mRNA splicing factor) هوَ بروتين يُشَفر بواسطة جين LUC7L2 في الإنسان.